# Campo di viale Lombardia
Il campo di Viale Lombardia fu un campo sportivo della città di Milano, sede degli incontri calcistici interni del Milan dal febbraio 1920 al luglio 1926.
La struttura, di proprietà del Milan ospitò diverse manifestazioni, riguardanti ad esempio l'atletica leggera, e 6 incontri della Nazionale italiana di calcio.

## Caratteristiche
Disponeva di una grande tribuna in cemento armato in grado di accogliere 20 000 spettatori circa, una spaziosa gradinata ed una villetta ospitante la direzione e gli spogliatoi.
Si trovava nell'isolato compreso tra viale Campania, via Sismondi, via Ostiglia e via Zanella.
Il campo era disposto nel modo seguente:
- lato nord: ingresso sull'attuale via Sismondi;[3]
- lato ovest: tribuna coperta sull'odierna viale Campania (in precedenza viale Lombardia);
- lato sud: via Zanella;
- lato est: gradinata scoperta sull'attuale via Ostiglia.

Del campo ad oggi rimangono lo châlet (usato per il tennis) al fianco dell'ingresso (con spogliatoi e uffici), ed un piccolo tratto di muro lungo via Ostiglia. Su un muro interno al fianco dello chalet (angolo nord ovest) è ancora oggi visibile un logo in ceramica con lo stemma del Milan Football Club (denominazione societaria di allora), sotto al quale era posta una targa (poi rimossa) con l'elenco dei soci rosso-neri caduti durante la Grande Guerra.

## Storia

Dirigenti dello Sport Club Italia cronometrano sul rettilineo gare di atletica leggera.

L'impianto fu di proprietà del Milan, la cui prima squadra in precedenza giocò dapprima al Velodromo Sempione ed in seguito per pochi mesi al Campo Pirelli. L'indisponibilità del Velodromo fece sì che i rossoneri facessero costruire la struttura di viale Lombardia e la utilizzassero dal 1920 sino al 1926, anno in cui fu pronto lo Stadio San Siro.
L'incontro di debutto nell'impianto di viale Lombardia fu col Legnano, gara che il Milan vinse 3-1.
Lo Sport Club Italia a partire dal 1922 venne ospitato dal Milan F.C. su questo campo, poi diventato via Sismondi. Attorno al campo di calcio c'era una pista per gare di atletica in terra battuta.
Il 1º gennaio 1923 la struttura ospitò l'incontro Italia-Germania conclusosi 3-1. L'Italia giocò anche altre volte sul terreno di gioco di viale Lombardia: contro la Svizzera, il Belgio, la Spagna e l'Ungheria.
Oggi l'area su cui era situato un tempo il campo da calcio è occupata dal Tennis Club Lombardo. L'ingresso del circolo tennistico coincide con lo châlet del Milan costruito nel 1919.

## Eventi

### Calcio

#### Incontri della nazionale italiana
| Cronologia completa degli incontri della nazionale ― Italia | Cronologia completa degli incontri della nazionale ― Italia | Cronologia completa degli incontri della nazionale ― Italia | Cronologia completa degli incontri della nazionale ― Italia | Cronologia completa degli incontri della nazionale ― Italia | Cronologia completa degli incontri della nazionale ― Italia | Cronologia completa degli incontri della nazionale ― Italia | Cronologia completa degli incontri della nazionale ― Italia |
| Data                                                        | Città                                                       | In casa                                                     | Risultato                                                   | Ospiti                                                      | Competizione                                                | Reti                                                        | Note                                                        |
| ----------------------------------------------------------- | ----------------------------------------------------------- | ----------------------------------------------------------- | ----------------------------------------------------------- | ----------------------------------------------------------- | ----------------------------------------------------------- | ----------------------------------------------------------- | ----------------------------------------------------------- |
| 06/03/1921                                                  | Milano                                                      | Italia                                                      | 2 – 1                                                       | Svizzera                                                    | Amichevole                                                  | Luigi Cevenini Enrico Migliavacca                           | All:Comm.Tecn.Figc Cap:R. De Vecchi                         |
| 21/05/1922                                                  | Milano                                                      | Italia                                                      | 4 – 2                                                       | Belgio                                                      | Amichevole                                                  | 2 Adolfo Baloncieri Luigi Burlando Giovanni Moscardini      | All:Comm.Tecn.Figc Cap:R. De Vecchi                         |
| 01/01/1923                                                  | Milano                                                      | Italia                                                      | 3 – 1                                                       | Germania                                                    | Amichevole                                                  | Luigi Cevenini Enrico Migliavacca Aristodemo Santamaria     | All:Comm.Tecn.Figc Cap:R. De Vecchi                         |
| 09/03/1924                                                  | Milano                                                      | Italia                                                      | 0 – 0                                                       | Spagna                                                      | Amichevole                                                  | -                                                           | All:V. Pozzo Cap:R. De Vecchi                               |
| 16/11/1924                                                  | Milano                                                      | Italia                                                      | 2 – 2                                                       | Svezia                                                      | Amichevole                                                  | 2 Mario Magnozzi                                            | All:Comm.Tecn.Lega Cap:R. De Vecchi                         |
| 18/01/1925                                                  | Milano                                                      | Italia                                                      | 1 – 2                                                       | Ungheria                                                    | Amichevole                                                  | Leopoldo Conti                                              | All:Comm.Tecn.Lega Cap:R. De Vecchi                         |
| Totale                                                      |                                                             | Presenze                                                    | 6                                                           |                                                             | Reti                                                        | 12                                                          |                                                             |